# ムーラン・ナ・ヴァン
ムーラン・ナ・ヴァン、ムラン・ナ・ヴァン (Moulin-à-vent) は、フランス語で「風車」を意味する名詞である。日常語として使われるほか、地名や事業所名など、固有名詞として数多く用いられているが、ここでは、フランス・ボジョレー地区のAOCワインであるムーラン・ナ・ヴァンについて説明する。

## AOCムーラン・ナ・ヴァン
AOCムーラン・ナ・ヴァンは、ボージョレ地区に10あるクリュ・ボージョレ（村単位のAOC)の一つ。ローヌ＝アルプ地域圏ローヌ県シェナ村と、南東に接するブルゴーニュ地域圏ソーヌ＝エ＝ロワール県ロマンシュ・トラン村にまたがる672haの栽培地域で、ガメ種のぶどうによって赤ワインのみが作られている。
ボジョレーワインは、若いうちに飲んだ方がいいものが多いが、この地区のワインは、ボジョレーのなかで最も熟成に耐えるワインとされ、10年くらいおいしく飲めるものがある。ボジョレーでは最もこくがあり、バニラやココナッツのような甘い香りをたたえた、鮮やかなルビー色で、イチゴジャムのような風味がある。
AOCワインのなかでは最も早く1936年にAOCを獲得している。